# Mattia Casse
Mattia Casse (* 19. Februar 1990 in Moncalieri) ist ein italienischer Skirennläufer. Er startet in allen Disziplinen und wurde 2010 Juniorenweltmeister in der Abfahrt. Sein Vater Alessandro Casse hielt zu Beginn der 1970er-Jahre den Weltrekord im Geschwindigkeitsskifahren.

## Biografie
Mattia Casse nahm in der Saison 2005/2006 erstmals an FIS-Rennen teil, erste Starts im Europacup folgten ab 2008. Obwohl er im Europacup zunächst noch keine vorderen Platzierungen vorweisen konnte, kam er in der Saison 2009/2010 bereits in einigen Weltcuprennen zum Einsatz. Bei seinem Weltcupdebüt in der Abfahrt von Bormio am 29. Dezember 2009 verfehlte er als 31. die Punkteränge nur um 16 Hundertstelsekunden. Bei den Juniorenweltmeisterschaften 2010 gewann er die Goldmedaille in der Abfahrt und die Bronzemedaille im Super-G.
In der Saison 2010/11 verbesserten sich Casses Europacupresultate. Er fuhr in neun Rennen unter die schnellsten 15 und erreichte mit Platz drei im Riesenslalom von Oberjoch seinen ersten Podestplatz. Im Weltcup gewann er in seinem elften Rennen, dem Super-G von Hinterstoder am 5. Februar 2011, als 29. die ersten Punkte. Im März 2011 wurde er Italienischer Meister in der Super-Kombination. Sein bisher bestes Weltcupergebnis erzielte er am 12. Februar 2012 mit dem 15. Platz in der Super-Kombination von Krasnaja Poljana. Einen Monat später gewann er in La Thuile erstmals eine Europacup-Abfahrt. Bei seinen ersten Weltmeisterschaften in Sankt Moritz 2017 belegte er in der Abfahrt den 22. Platz und im Super-G den 19. Platz. 2019 bei den Weltmeisterschaften im schwedischen Åre  erreichte er in der Abfahrt den 17., im Super-G den 8. und in der Kombination den 27. Platz.
Mit Platz drei in der Abfahrt von Gröden gelang Casse am 17. Dezember 2022 die erste Weltcup-Podestplatzierung. Den dritten Platz erzielte er auch am 14. Januar 2023 in Wengen.
Am 20. Dezember 2024 gewann er mit dem Super-G in Gröden sein erstes Weltcuprennen mit dem hauchdünnen Vorsprung von einer Hundertstelsekunde vor dem US-Amerikaner Jared Goldberg und 0,43 Sekunden vor dem Schweizer Marco Odermatt.

## Erfolge

### Weltmeisterschaften
- St. Moritz 2017: 19. Super-G, 22. Abfahrt
- Åre 2019: 8. Super-G, 17. Abfahrt, 27. Alpine Kombination
- Courchevel/Méribel 2023: 13. Super-G, 20. Abfahrt
- Saalbach-Hinterglemm 2025: 7. Team-Kombination, 22. Abfahrt, 23. Super-G

### Weltcup
- 4 Podestplätze, darunter 1 Sieg:

| Datum             | Ort    | Land    | Disziplin |
| ----------------- | ------ | ------- | --------- |
| 20. Dezember 2024 | Gröden | Italien | Super-G   |

### Weltcupwertungen
| Saison  | Gesamt | Gesamt | Abfahrt | Abfahrt | Super-G | Super-G | Riesenslalom | Riesenslalom | Kombination | Kombination |
| Saison  | Platz  | Punkte | Platz   | Punkte  | Platz   | Punkte  | Platz        | Punkte       | Platz       | Punkte      |
| ------- | ------ | ------ | ------- | ------- | ------- | ------- | ------------ | ------------ | ----------- | ----------- |
| 2010/11 | 164.   | 2      | –       | –       | 57.     | 2       | –            | –            | –           | –           |
| 2011/12 | 92.    | 52     | 43.     | 14      | 54.     | 6       | 41.          | 16           | 32.         | 16          |
| 2013/14 | 126.   | 9      | –       | –       | 43.     | 9       | –            | –            | –           | –           |
| 2014/15 | 85.    | 66     | 40.     | 28      | 37.     | 27      | –            | –            | 28.         | 11          |
| 2015/16 | 48.    | 222    | 31.     | 51      | 17.     | 157     | –            | –            | 32.         | 14          |
| 2016/17 | 109.   | 29     | 44.     | 11      | –       | –       | –            | –            | 26.         | 18          |
| 2017/18 | 154.   | 3      | –       | –       | 50.     | 3       | –            | –            | –           | –           |
| 2018/19 | 77.    | 77     | 30.     | 41      | 31.     | 33      | –            | –            | 41.         | 3           |
| 2019/20 | 26.    | 296    | 24.     | 87      | 6.      | 209     | –            | –            | –           | –           |
| 2021/22 | 55.    | 148    | 30.     | 171     | 24.     | 77      | –            | –            | –           | –           |
| 2022/23 | 14.    | 431    | 6.      | 288     | 14.     | 143     | –            | –            | –           | –           |
| 2023/24 | 21.    | 324    | 12.     | 185     | 13.     | 139     | –            | –            | –           | –           |
| 2024/25 | 18.    | 382    | 17.     | 122     | 7.      | 260     | –            | –            | –           | –           |

### Europacup
- Saison 2011/12: 8. Gesamtwertung, 2. Super-G-Wertung, 6. Abfahrtswertung
- Saison 2013/14: 4. Super-G-Wertung
- Saison 2014/15: 4. Super-G-Wertung
- Saison 2016/17: 5. Super-G-Wertung
- 12 Podestplätze, davon 5 Siege:

| Datum           | Ort       | Land    | Disziplin |
| --------------- | --------- | ------- | --------- |
| 15. März 2012   | La Thuile | Italien | Abfahrt   |
| 22. März 2015   | Soldeu    | Andorra | Super-G   |
| 6. Januar 2017  | Wengen    | Schweiz | Super-G   |
| 7. Januar 2017  | Wengen    | Schweiz | Super-G   |
| 11. Januar 2019 | Wengen    | Schweiz | Abfahrt   |

### Juniorenweltmeisterschaften
- Garmisch-Partenkirchen 2009: 9. Riesenslalom, 21. Super-G, 22. Abfahrt
- Mont Blanc 2010: 1. Abfahrt, 3. Super-G, 6. Slalom

### Weitere Erfolge
- 2 italienische Meistertitel (Kombination 2011, Super-G 2016)
- 10 Siege in FIS-Rennen